# Szczekociny
Szczekociny (AFI: [ʂt͡ʂɛkɔˈt͡ɕinɨ]) es una ciudad en el Voivodato de Silesia, Polonia, con 3.841 habitantes (2008). La Batalla de Szczekociny se libró cerca de la ciudad el 6 de junio de 1794, durante la insurrección de Kościuszko.

## Accidente ferroviario
El 3 de marzo de 2012, un accidente ferroviario tuvo lugar cerca de Szczekociny.

## Galería
|                    |
| Palacio Dembiński. |

|                                        |
| El parque cerca del Palacio Dembiński. |

|                              |
| La Iglesia de San Bartolomé. |

|                            |
| El mercado de Szczekociny. |